# Pirata piratellus
Pirata piratellus là một loài nhện trong họ Lycosidae.
Loài này thuộc chi Pirata. Pirata piratellus được Embrik Strand miêu tả năm 1907.